# Constantijn der Niederlande

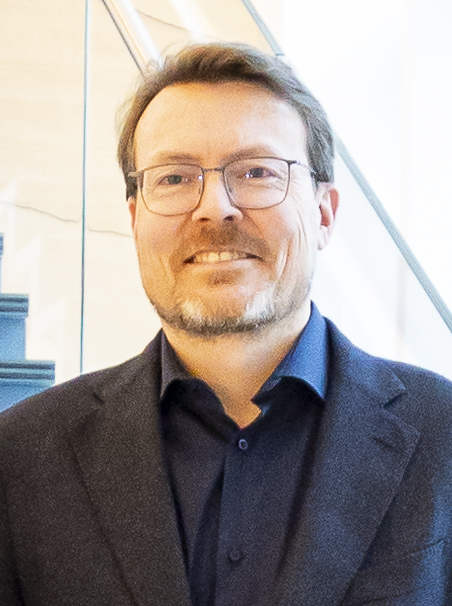
Constantijn der Niederlande (2024)

Constantijn Christof Frederik Aschwin Prinz der Niederlande, Prinz von Oranien-Nassau, Jonkheer van Amsberg (* 11. Oktober 1969 in Utrecht) ist der jüngste Sohn von Prinzessin Beatrix und ihre verstorbenen Mannes  Claus von Amsberg.

## Leben

### Jugend, Ausbildung und Karriere
Als seine Mutter im April 1980 Königin der Niederlande wurde, zog die königliche Familie von Schloss Drakensteyn in das Schloss Huis ten Bosch in Den Haag. Dort schloss Prinz Constantijn seine Schulausbildung 1987 am Eerste Vrijzinnig Christelijk Lyceum mit dem Abitur ab. Anschließend besuchte er ein Jahr lang Sprachkurse in Frankreich und Italien. Im September 1988 begann er sein Studium der Rechtswissenschaft an der Juristischen Fakultät der Universität Leiden, welches er am 31. Januar 1995 abschloss. Im Jahr 2000 absolvierte er ein MBA-Studium am INSEAD im französischen Fontainebleau.
Prinz Constantijn begann seine berufliche Laufbahn beim Kabinett von EU-Kommissar Hans van den Broek. Danach war er als strategischer Unternehmensberater bei Booz Allen & Hamilton in London tätig. Von dem 1. März 2004 bis Februar 2010 arbeitete der Prinz vier Tage pro Woche als Forschungsleiter und Leiter des Brüsseler Büros für RAND Europe, eine Tochter der amerikanischen Rand Corporation, an europäischen Projekten. Aufgrund seiner Tätigkeit für RAND Europe zogen der Prinz und seine Familie Ende April 2004 nach Brüssel. Außerdem war der Prinz von 2003 bis 2008 als Berater für Europakommunikation im Ministerium für auswärtige Angelegenheiten tätig. Im Jahr 2010 kehrte er zur Europäischen Kommission zurück, wo er zunächst als Berater, später als stellvertretender Leiter und dann (bis November 2014) als Leiter des Stabs von Neelie Kroes, seinerzeit Vizepräsidentin der EU-Kommission und Kommissarin für die digitale Agenda, tätig war.

### Ehe und Familie
Am 16. Dezember 2000 verlobte sich der Prinz von Oranien mit Laurentien Brinkhorst. Am 17. Mai 2001 wurde die standesamtliche Trauung von Wim Deetman, dem Bürgermeister Den Haags, im Alten Ratssaal in der Javastraat vollzogen. Zwei Tage später, am 19. Mai 2001, fand die kirchliche Trauung in der St. Jacobskerk in Den Haag statt, vollzogen von Pfarrer Carel ter Linden. Königin Beatrix stimmte der Hochzeit vorab offiziell zu. Ohne die königliche Zustimmung wäre Prinz Constantijn gemäß Artikel 28 der Verfassung der Niederlande von der Thronfolge ausgeschlossen worden.
Das Ehepaar hat drei Kinder:
- Eloise Sophie Beatrix Laurence Gräfin von Oranje-Nassau, Jonkvrouw van Amsberg (* 8. Juni 2002 in Den Haag)
- Claus-Casimir Bernhard Marius Max Graf von Oranje-Nassau, Jonkheer van Amsberg (* 21. März 2004 in Den Haag)
- Leonore Marie Irene Enrica Gräfin von Oranje-Nassau, Jonkvrouw van Amsberg (* 3. Juni 2006 in Den Haag)

Die Familie wohnt in Den Haag.

## Aufgaben und Interessen

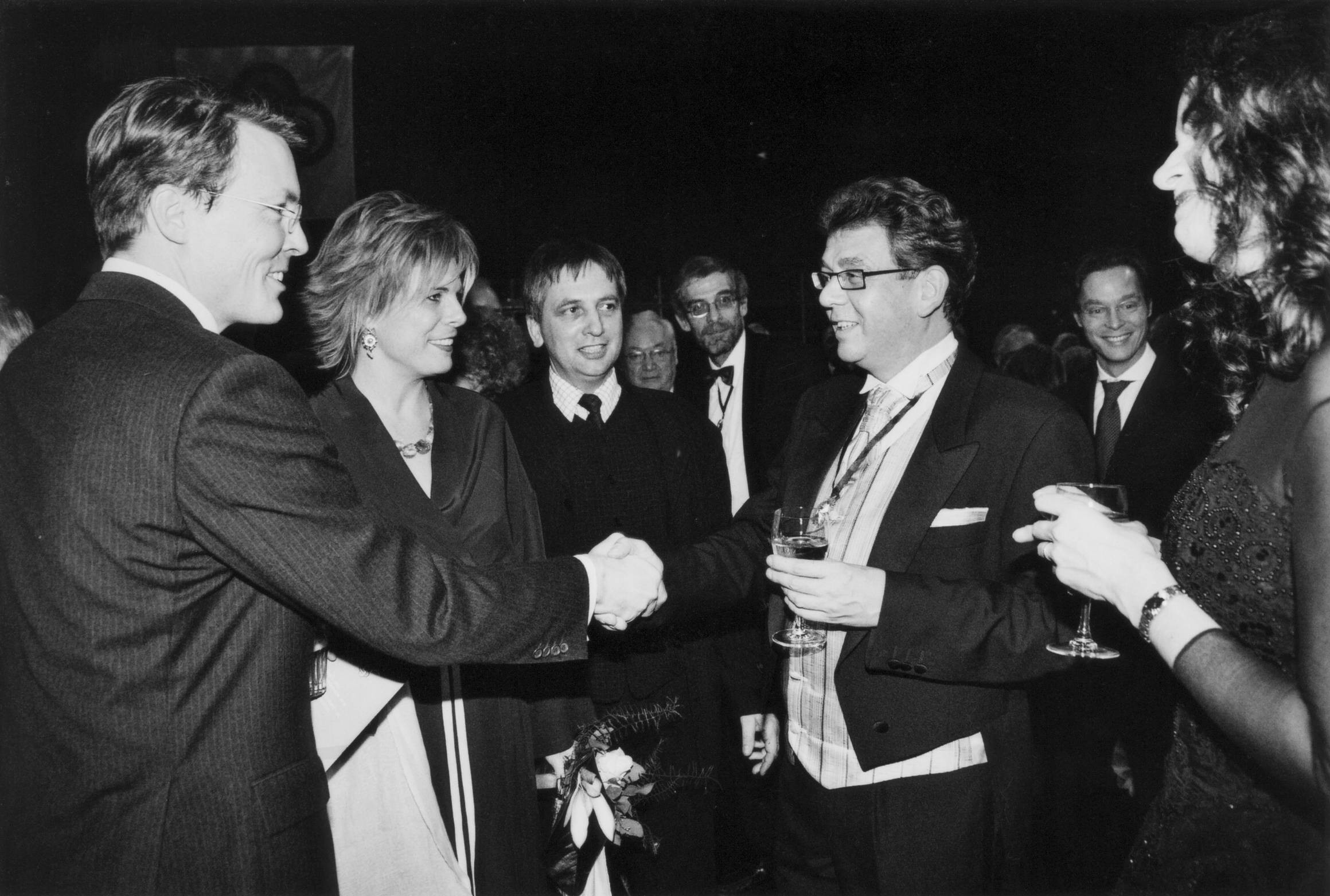
Constantijn von Oranien-Nassau (ganz links) mit Laurentien (2005)

Seit dem 1. Juli 2016 fungiert Prinz Constantijn als Sonderbeauftragter für TechLeap.NL. Er ist selbständiger Berater für Unternehmensinnovationen und Mitinitiator des Startup Fest Europe. Prinz Constantijn war vom 20. Januar 2017 bis Dezember 2018 auch Mitglied der „High Level Group of Innovators“, einer 15-köpfigen Expertengruppe, die die Europäische Kommission in Sachen Innovation und Unternehmertum berät.
2017 gründeten Prinz Constantijn und Prinzessin Laurentien die gemeinnützige Number 5 Foundation. In diesem Rahmen entwickeln sie Initiativen für soziale Innovationen, die Antworten auf gesellschaftliche Fragen bieten sollen.
Prinz Constantijn ist Schirmherr der World Press Photo Foundation und im Aufsichtsrat der Rijksakademie van beeldende kunsten in Amsterdam.
Prinz Constantijn hält sich nicht am Königshof auf; nur bei ganz besonderen Anlässen – zum Beispiel am Prinzentag und am Königstag – nimmt Prinz Constantijn seine Pflichten als Mitglied des Königshauses an öffentlichen Veranstaltungen wahr.